# 103街-可樂娜廣場車站
103街-可樂娜廣場車站（英語：103rd Street–Corona Plaza station）是紐約地鐵IRT法拉盛線的一個慢車地鐵站，位於皇后區103街及羅斯福大道交界，設有7號線（任何時候停站）列車服務。

## 車站結構
| 月台層   |                                                  |                                       |
| 側式月台 |                                                  |                                       |
| 南行慢車 | ← 往34街-哈德遜調車場 (交匯林蔭路)               |                                       |
| 尖峰快車 | ← 上午繁忙時段不停靠 ← 黃昏繁忙時段/晚上不停靠 → |                                       |
| 北行慢車 | → 往法拉盛-緬街 (111街) →                        |                                       |
| 側式月台 |                                                  |                                       |
| 夾層     | 夾層                                             | 閘機、車站詢問處、Metrocard自動售票機 |
| Ground   | 街道層                                           | 出入口                                |

此高架車站設有兩個側式月台和三條軌道，中央軌道由尖峰特快<7>號線快車服務。

## 外部連結
- nycsubway.org—IRT Flushing Line: 103rd Street–Corona Plaza
- The Subway Nut — 103rd Street–Corona Plaza Pictures（页面存档备份，存于）
- 103rd Street entrance from Google Maps Street View（页面存档备份，存于）
- Platforms from Google Maps Street View （页面存档备份，存于）